# میلان چودا
میلان چودا (انگلیسی: Milan Čuda) بازیکن سابق تیم ملی والیبال جمهوری چک؛ که به همراه این تیم به مدال نقره المپیک ۱۹۶۴ دست یافت.